# Bernardia gentryana
Bernardia gentryana là một loài thực vật có hoa trong họ Đại kích. Loài này được Croizat mô tả khoa học lần đầu tiên vào năm 1943.